# Die Insel des zweiten Gesichts

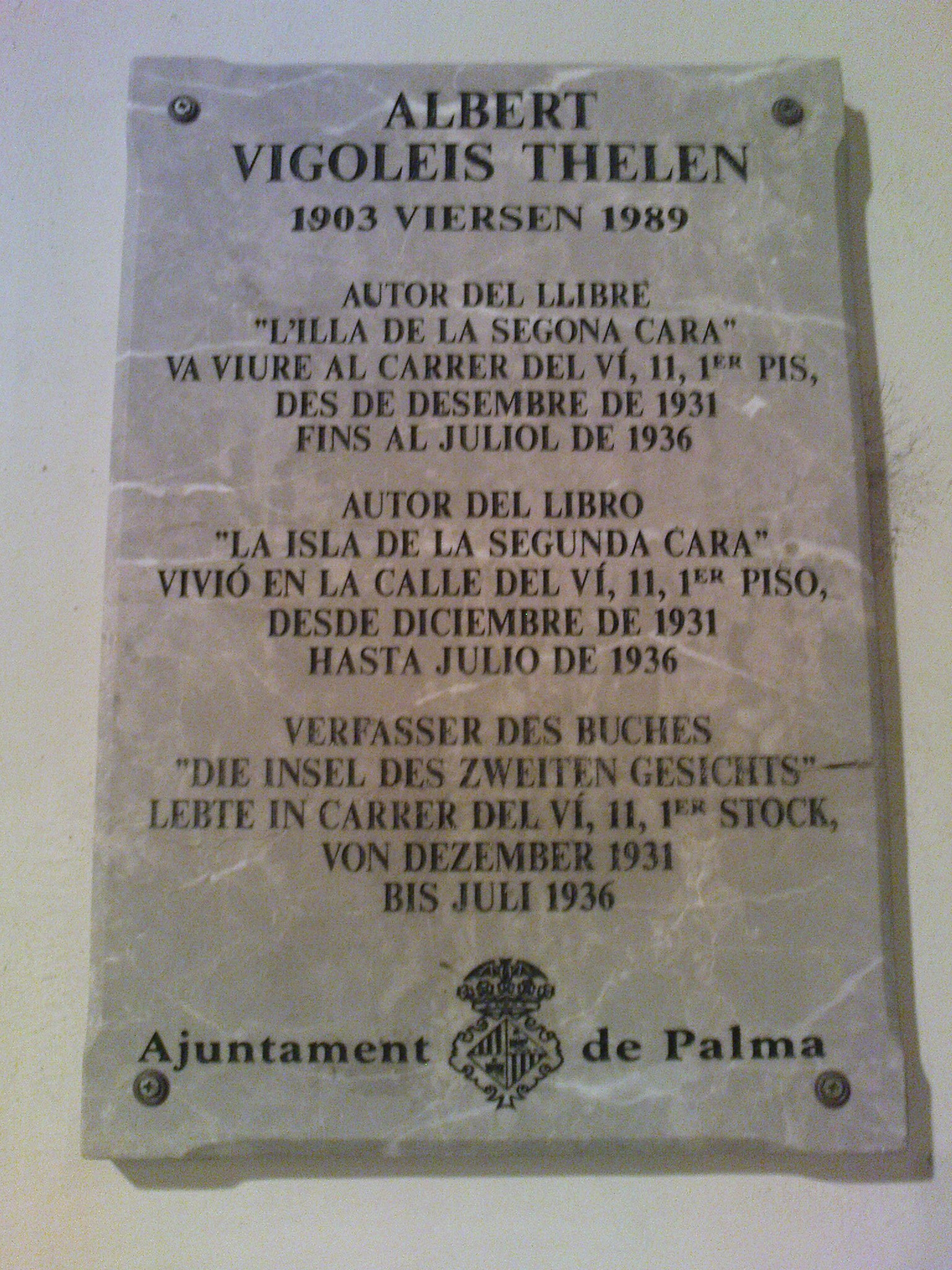
In Palma erinnert heute eine Tafel an Albert Vigoleis Thelens Inselaufenthalt

Die Insel des zweiten Gesichts ist das im Jahr 1953 erschienene Hauptwerk des Schriftstellers Albert Vigoleis Thelen. Der vollständige Titel lautet: Die Insel des zweiten Gesichts. Aus den angewandten Erinnerungen des Vigoleis.

## Inhalt
Das Buch schildert den Aufenthalt Thelens und seiner Frau Beatrice während der Jahre 1931–1936 auf Mallorca. Die beiden landen als Bohème-Emigranten und verlassen fünf Jahre später während des spanischen Bürgerkrieges fluchtartig die Insel. In diesen Jahren lebt das Ehepaar in ärmlichen und abenteuerlichen Verhältnissen unter manchmal zwielichtigen Figuren. Es macht die Bekanntschaft mit zahlreichen interessanten Menschen aller Gesellschaftsschichten und übt, um überleben zu können, je nach Gegebenheiten unterschiedliche Berufe aus, unter anderem als Schreiber, Fremdenführer, Sprachlehrer und Hotelmanager. In ihren Erlebnissen spiegelt sich die Zeit des damaligen Mallorca genauso wider wie ihre Bedrohung durch den aufkommenden Nationalsozialismus.

## Über das Werk

### Weder Roman noch Autobiografie
Das Werk Thelens ist schwer einzuordnen. Es galt – und gilt manchem heute noch – zunächst als autobiografischer Schelmenroman. Aber die Figur des Vigoleis kann nicht als Picaro bezeichnet werden und das Buch ist auch kein Roman. Thelen spielt in diesem Werk mit den beiden Gattungsbegriffen, da er dem autobiografischen „Ich“ seinen Doppelgänger „Vigoleis“ zugesellt und somit eine Distanz zur Autobiografie herstellt, wenn er mal als Autor und mal als Held auftritt. Thelen baut auf diese Weise „ein permanentes Spannungsverhältnis zwischen Identität und Fiktion auf“.

### Sprachstil und Erzähltechnik
Thelens Sprache ist von großer Vielfalt, er schöpfte aus dem Wortschatz der sechs Sprachen, die er beherrschte, grub Wörter und Wendungen wieder aus, die bereits in Vergessenheit geraten waren und spielte in wortschöpferischen Variationen mit der Sprache: So fand er beispielsweise Dutzende Schimpfwörter für seine Fast-Schwägerin, die Hure Pilar, er bezeichnete sie unter anderem als „Zaupe“, „Hurenstrunzel“, „Puttscholle“, „Straßenaas“, „Schlunte“, „geile Schindkracke“, „Musche“, „Hochkokotte“ oder „Metze“. Jürgen Pütz hat den Thelenschen Sonderwortschatz untersucht und klassifiziert, er fand neben Archaismen, fachsprachlichen und umgangssprachlichen Wörtern zahlreiche Neologismen.
Thelens Schreibweise ist gekennzeichnet durch seine vielen Abschweifungen. Immer wieder reißt sein Erzählstrang bei einem Stichwort und es muss erst die dazugehörige Geschichte erzählt werden. Thelen bezeichnete seine Erzähltechnik als „Kaktusstil“; ein Kaktus blüht an unerwarteter Stelle und zu unerwarteter Zeit plötzlich kurz auf, auch die Stellen, wo seine Ableger erscheinen, lassen sich nicht vorher bestimmen.

### Dichtung und Wahrheit

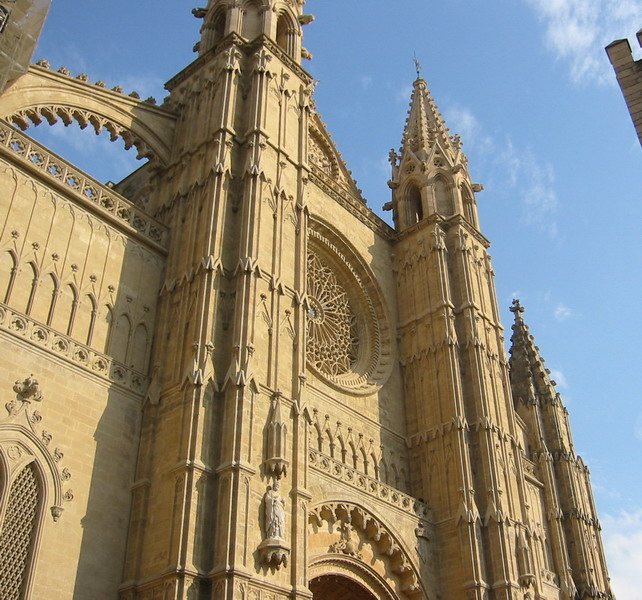
Kathedrale von Palma de Mallorca

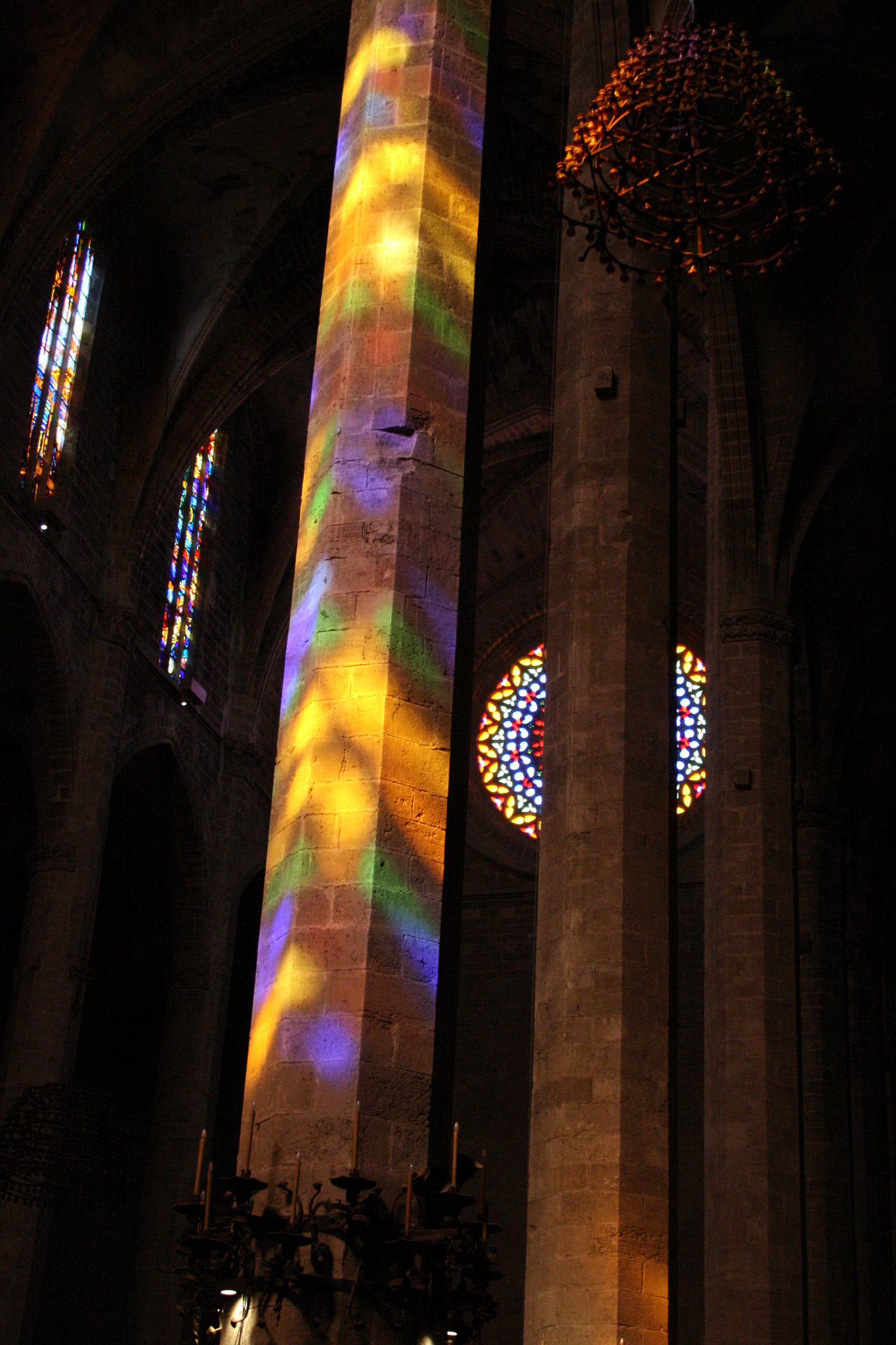
Kathedrale von Palma de Mallorca (Vigoleis erzählt im Buch von den mystisch geneigten Säulen.)

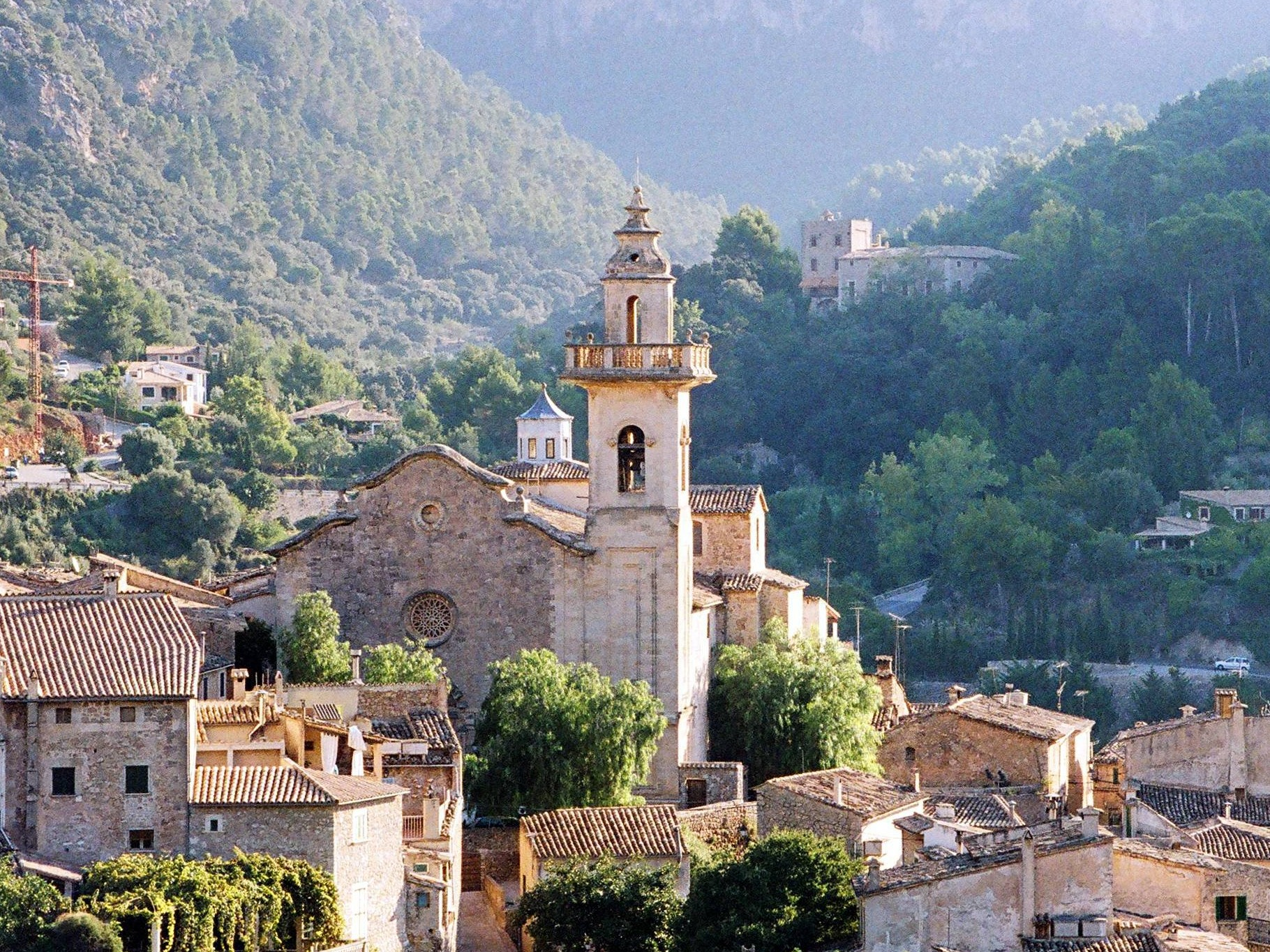
In der Sakristei der Kartause von Valldemossa beschreibt Vigoleis einer deutschen Reisegruppe einen angeblich „echten Nagel vom Kreuz Christi“ mangels Kenntnis als „Taeda pestis“, Reliquie der Pest.

Die Frage nach der Authentizität der Ereignisse und der illustren Schar der im Buch vorkommenden Personen beantwortet der Schriftsteller in einer „Weisung an den Leser“ als Vorspruch in seinem Buch so: Alle Gestalten dieses Buches leben oder haben gelebt. Hier treten sie jedoch nur im Doppelbewusstsein ihrer Persönlichkeit auf, der Verfasser einbegriffen […] In Zweifelsfällen entscheidet die Wahrheit.
Vieles ist nachprüfbar und wurde durch seinen umfangreichen Briefwechsel dokumentiert; unter seinen Inselbegegnungen befanden sich zahlreiche Prominente, so der britische Schriftsteller Robert Graves, der Kunstsammler und Mäzen Harry Graf Kessler und der Philosoph Hermann Graf Keyserling.

### Ein antifaschistisches Buch
Für Thelen war es unbegreiflich, wie schnell der Nationalsozialismus in Deutschland Akzeptanz fand. An vielen Stellen des Buches kommt seine starke Abneigung gegen das Naziregime zum Ausdruck. Zu den beeindruckenden Szenen gehören die, in denen er als Fremdenführer sich schlagfertig des militärischen Jargons bedient, wenn er deutsche Schiffstouristen an der Nase herumführt oder durch einen Bluff einem ihm sehr unsympathischen Flüchtling zu seinem Bankguthaben verhilft, da er das Geld den Nazis nicht gönnt. Nach Francos Putsch bleibt ihm und seiner Beatrice nur noch die abenteuerliche Flucht nach Portugal.

### Rezeption
Thelen las 1953 bei der Gruppe 47 aus dem Manuskript vor. Dort fertigte Hans Werner Richter den Text, wie sich Martin Walser erinnerte, mit den Worten ab: „Dieses Emigrantendeutsch brauchen wir nicht.“ Entgegen diesem ersten Urteil setzte sich das Buch dennoch – auch dank einer äußerst positiven Besprechung von Siegfried Lenz – durch, es wurde zwar kein Bestseller im üblichen Sinn, entwickelte sich aber, immer wieder von neuen Lesergruppen als Geheimtipp entdeckt, bis heute zu einer Art Longseller, der inzwischen als „eines der großen Prosabücher, die es gibt“ (Martin Walser), gilt. War es schon erstaunlich, dass ein Fünfzigjähriger 1953 mit seinem Erstling von fast allen bedeutenden Periodika ausführlich und durchweg positiv besprochen wurde, so ist auch bemerkenswert, dass die revidierte Neuauflage 30 Jahre später erneut ein wohlwollendes Medienecho auslöste.

### Relevante Stimmen zum Werk (Auswahl)
- Siegfried Lenz „Wenn ein Buch wirklich verdient, ein Ereignis genannt zu werden, dann dies.“[7]
- Paul Celan nannte das Buch „ein wahres Kunstwerk“. Sein Lese-Exemplar (heute im Literaturarchiv Marbach) enthält ca. 4000 Anstreichungen.[8]
- Als die Wochenzeitung Die Zeit ihre Umfrage nach dem „Jahrhundertbuch“ veranstaltete, wählte der niederländische Schriftsteller Maarten ’t Hart Thelens Werk aus und begann seinen Beitrag: „Seit langem glaube ich: Das größte Buch dieses Jahrhunderts ist die Insel des zweiten Gesichts von Albert Vigoleis Thelen. Eine überraschende Wahl? Vielleicht, aber es war doch eines der Lieblingsbücher Thomas Manns. Er nannte es eines der drei größten Bücher dieses Jahrhunderts.“[9]

### Textausgaben

#### Deutschsprachige Ausgaben
- 1953: van Oorschot, Amsterdam (3 Auflagen)
- 1953: Eugen Diederichs, Düsseldorf (6 Auflagen)
- 1956–1988: mehrere Buchclub-Ausgaben
- 1970: Deutscher Taschenbuch Verlag
- 1981: Claassen, Düsseldorf, Hildesheim (revidierte Neuauflage), zuletzt: Berlin 2003. ISBN 3-546-00340-3
- 1983: Ullstein-Taschenbuch, zuletzt 2005. ISBN 3-548-60514-1

#### Übersetzungen
- 1988: Französische Übersetzung: L’île du second visage, extraits des souvenirs appliqués de Vigoleis. Traduit par Dominique Tassel. Paris: Fayard 1988.
- 1993: Spanische Übersetzung: La isla del segundo rostro. Traducción Joaquín Adsuar.
- 2004: Niederländische Übersetzung: Het eiland van het tweede gezicht. Uit de toegepaste herinneringen van Vigoleis. Übers. Geert van Oorschot. Home academy lib. 2004.
- 2010: Englische Übersetzung The island of second sight. From Applied Recollections of Vigoleis. Translator: Donald O. White. New Introduction by Iain Bamforth and Afterword by Jürgen Pütz. Overlock Publ. 2012.

Die Übersetzung von Donald O. White ist mit dem 2013 PEN Translation Prize und dem Helen and Kurt Wolff Translator’s Prize 2013 gewürdigt worden.

### Sekundärliteratur

#### Buch- und Zeitschriftenausgaben
- Jürgen Pütz: Doppelgänger seiner selbst. Der Erzähler Albert Vigoleis Thelen. Edition Lithaus, Berlin 2006. ISBN 3-939305-26-X
- Jürgen Pütz (Hrsg.): Lauter Vigoleisiaden oder Der zweite Blick auf Albert Vigoleis Thelen. Themenheft die horen. 199. 2000. ISSN 0018-4942
- Jürgen Pütz: Albert Vigoleis Thelen. Erzweltschmerzler und Sprachschwelger. edition die horen. Bremerhaven 2003. ISBN 3-89701-984-1
- Jürgen Pütz: In Zweifelsfällen entscheidet die Wahrheit. Juni, Viersen 1988. ISBN 3-926738-01-4
- Lexikon der Weltliteratur. Werke A–K. dtv, München 1997. ISBN 3-423-59050-5
- Neues Handbuch der deutschsprachigen Gegenwartsliteratur. Nymphenburger, München 1990. ISBN 3-485-03550-5

#### Dissertationen über das Werk
Zahlreiche Dissertationen haben das Buch zum Thema, so Ria Hess: Untersuchungen zu Albert Vigoleis Thelens „Die Insel des zweiten Gesichts“ (1989), Jürgen Pütz: Doppelgänger seiner selbst. Der Erzähler Albert Vigoleis Thelen (1990), Klaus-Jürgen Hermaniak: Ein vigolotrischer Weltkucker (1995), Germà García i Boned: La segunda cara de la isla de al segunda cara de Albert Vigoleis Thelen (1998) und Michael Neumann: Der pikarische Moralist. A. V. Thelens antifaschistischer Roman „Die Insel des zweiten Gesichts“ (2000).